# Mamoea maorica
Mamoea maorica là một loài nhện trong họ Amphinectidae. Loài này phân bố ở New Zealand.